# Rudi van Straten
Rudi van Straten (Doetinchem, 30 mei 1955) is een Nederlandse Klinkend erfgoed-specialist, orgeldeskundige en adviseur bij orgelrestauraties zowel in Nederland als daarbuiten. Hij was organist, klavecinist en docent.

## Levensloop
Rudi van Straten studeerde orgel bij Bert Matter en klavecimbel bij Kees Rosenhart aan het Stedelijk Conservatorium te Arnhem. Hij werd op z’n 15e organist in Hoog-Keppel waar hij het orgel uit 1749 van Matthijs van Deventer bespeelde. In de periode dat hij organist was van de dorpskerk te Vorden, werkte hij samen met Klaas Bolt mee aan de advisering ten behoeve van de restauratie van Lohman-orgel aldaar waardoor hij uiteindelijk in de orgeladvisering terechtkwam. Als organist is hij werkzaam geweest voor de hervormde kerk te Hoog-Keppel (1969-1973), de hervormde kerk te Vorden (1973-2001) en de Sint Walburgiskerk te Zutphen (2001-2010).

## Carrière
Vanaf 1976 is Rudi van Straten rijksambtenaar. Van 1974-1993 werkte hij, deels al tijdens zijn studie aan het conservatorium van Arnhem, als docent orgel en klavecimbel aan de Muziekschool Hengelo (Overijssel). In de jaren tachtig en negentig trad Van Straten als organist en klavecinist regelmatig op zowel in Nederland als daarbuiten en zijn spel werden vastgelegd op een aantal platen en CD’s. Hij was enkele jaren bestuurslid, tevens vice-voorzitter, van de Nederlandse Organistenvereniging (inmiddels Koninklijke Vereniging van Organisten en Kerkmusici). Hij werkte vanaf 1981 als adviseur, zelfstandig of namens de Orgelcommissie van de Nederlandse Hervormde Kerk, in onder andere Amersfoort, Amsterdam, Apeldoorn, Deventer, Groningen, Hardenberg, Kampen, Lekkerkerk, Rumpt, Schlägl, Velp, Vorden, Wesepe, Willemstad en Zutphen. Als restauratie-adviseur begeleidde hij de restauratie van het Bader-Orgel in de Sint Walburgiskerk te Zutphen.
Als specialist orgels, klokken en mechanische torenuurwerken treedt Van Straten in 1993 fulltime in dienst bij de Rijksdienst voor het Cultureel Erfgoed (RCE), voorheen Rijksdienst Monumentenzorg. Hij is adviseur bij het orgelarchief van de Utrechtse Universiteitsbibliotheek, de Stichting Nederlandse Orgelmonografieën, Orgelfonds Mooy, de Stichting Peter Gerritsz-orgel en de Stichting tot Bevordering van de Pijporgelcultuur op Curaçao. Hij is waarnemer bij de Landelijke opleiding tot orgeladviseur (LOTO) en was lid van het College van deskundigen van certificeringsorganisatie Hobéon. Vanuit zijn functie als specialist Klinkende Monumenten bij de RCE werkte Van Straten mee aan de landelijke orgelinventarisatie ten behoeve van het Monumenten Selectie Project en aan het Project inventarisatie klokken en uurwerken. Hij verricht onderzoek naar klank en akoestiek en begeleidde de subsidiëring rondom de achterstandsregelingen in het kader van het BRIM (Besluit Rijkssubsidiëring Instandhouding Monumenten).
Van Straten werkt mee aan de restauratie en onderzoeksprojecten rond het oudste beschermde orgel van Nederland: het Peter Gerritsz-orgel uit de Utrechtse Nicolaïkerk. In samenwerking met Jan Boogaarts werkte hij mee aan diens promotie-onderzoek en de documentatie van het oeuvre van de orgelmakers Smits. Hij werkt mee aan de digitalisering van de orgelarchieven van de RCE en bij de realisering van het Amsterdamse Orgelpark. In het kader van het project Gedeeld Cultureel Erfgoed van UNESCO en RCE inventariseerde hij het klinkende erfgoed in Paramaribo  en Sri Lanka.
 Internationaal is Van Straten actief voor het programma Gedeeld Cultureel Erfgoed van het ministerie voor OC&W/RCE in Curaçao, Indonesië, Sri Lanka en Suriname.

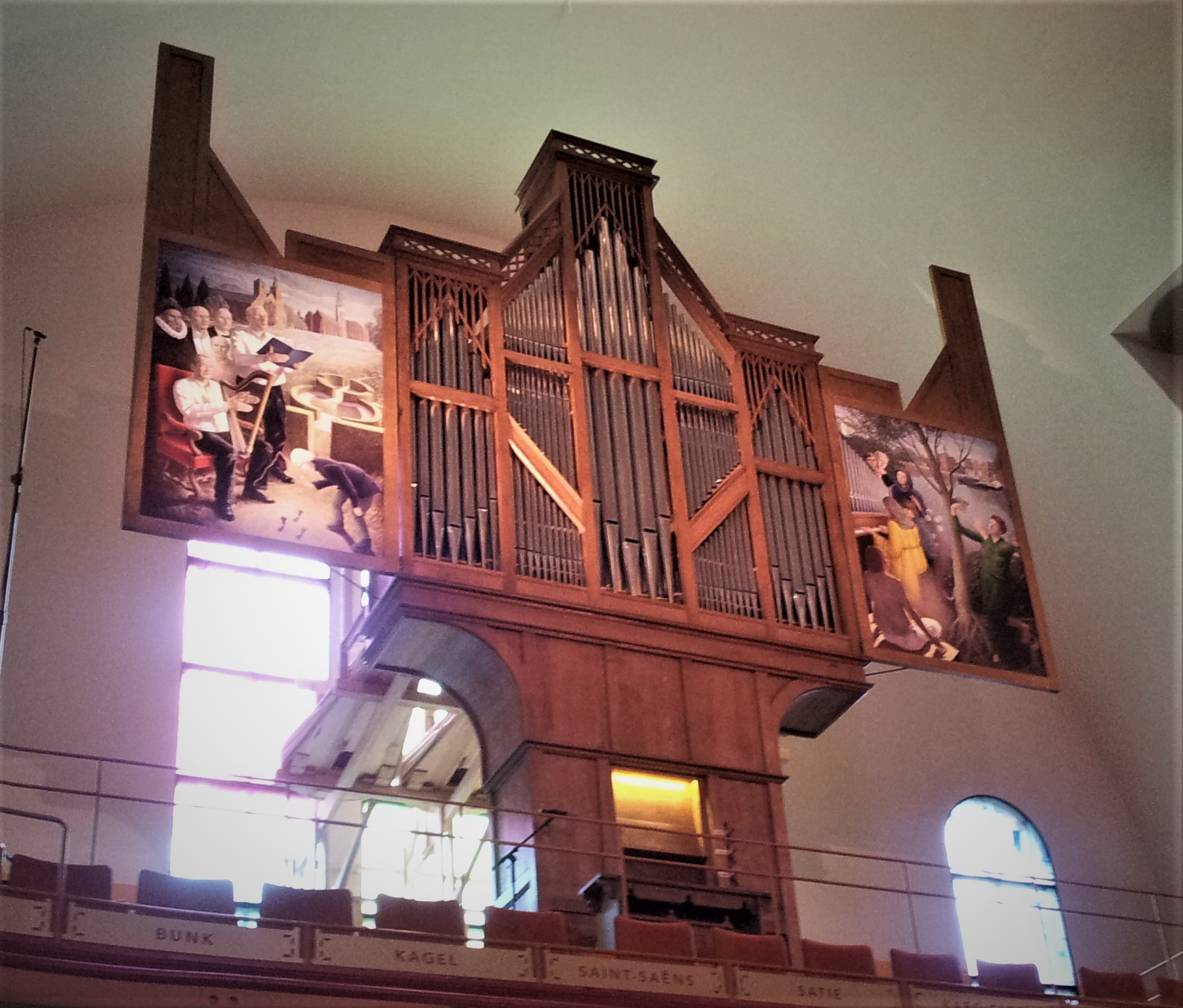
Deze foto toont de voorkant van het Van Straten orgel in het Orgelpark te Amsterdam met de twee geopende luiken waarop aan de linkerkant een afbeelding van Rudi van Straten staat.

## Waardering
In het Orgelpark te Amsterdam vindt men het “Van Straten-orgel”, een replica van het Peter Gerritsz-orgel uit de Utrechtse Nicolaikerk, genoemd naar Rudi van Straten als waardering voor zijn onderzoekswerk aan het Peter Gerritz orgel en zijn betrokkenheid bij de totstandkoming van het Orgelpark in Amsterdam. Dit orgel is op 21 april 2012 in gebruik genomen.

## Onderscheiding
Op 1 september 2016 ontving Rudi van Straten ter gelegenheid van zijn 40-jarig ambtsjubileum een koninklijke onderscheiding uit handen van burgemeester Carry Abbenhues van Zutphen. Hij is benoemd tot Officier in de Orde van Oranje-Nassau. Dit gebeurde tijdens een symposium in de Walburgiskerk te Zutphen dat gewijd was aan het klinkend erfgoed in Nederland. In haar toespraak noemde burgemeester Abbenhues, naast Van Straten’s ambtelijke betrokkenheid bij het Klinkend erfgoed, zijn bestuurlijke inzet en initiatieven ten behoeve van klokken en het orgel en zijn bijdrage aan het vluchtelingenwerk. Van Straten gaf aan de mijlpaal te willen vieren met een klein symposium gewijd aan het Klinkend erfgoed in Nederland.

## Adviseurschappen

### Voornaamste restauratie adviezen als zelfstandig adviseur
- 1981 Vorden, Hervormde kerk
- 1986 Zutphen, Lutherse kerk
- 1988 Schlägl, Abteikirche, Hauptorgel, Oostenrijk
- 1989 Zutphen, Walburg
- 1991 Stavanger, Domkirke, Noorwegen
- 1992 Amsterdam, Oude Lutherse Kerk (Spui)

### Voornaamste restauratie adviezen als adviseur namens de Victor de Stuersstichting, RDMZ
- 1993 Groningen Aa-kerk en Amsterdam, voorm. Ronde Lutherse kerk
- 1995 Amersfoort, Joriskerk
- 1999 Willemstad, Mikvé Synagoge, Curaçao. Adviseur namens de RDMZ, iov Ministerie van Binnenlandse Zaken

### Adviseurschappen namens RDMZ-RCE
- vanaf 1995 adviseur orgelarchief Utrechtse Universiteitsbibliotheek
- 1998-2018 adviseur Stichting Nederlandse Orgelmonografieën (SNO)
- vanaf 2004 Waarnemer bij het College van Orgeladviseurs Nederland en adviseur Stichting Orgelfonds Mooij
- vanaf 2006 adviseur Stichting Peter Gerritsz-orgel
- vanaf 2008 adviseur Stichting tot bevordering van de pijporgelcultuur op Curaçao
- vanaf 2009 Waarnemer namens RCE bij de Landelijke opleiding tot Orgeladviseur (LOTO)
- 2012-2018 Lid van College van Deskundigen, Hobeon, certificering orgeladviseurs
- vanaf 2016 adviseur voor de Stichting Klinkend Erfgoed Nederland (SKEN)

## Projecten

### Voornaamste projecten RCE
- 1990 Project orgelinventarisatie in opdracht van RDMZ, ter voorbereiding voor het Monumenten Selectie procedure (MSP), in samenwerking met Onno Wiersma
- 1996 Onderzoek klank en akoestiek, in samenwerking met Akoestisch bureau P. van der Boom in Zutphen
- 1997-2001 Project inventarisatie klokken en uurwerken RDMZ
- 2001 Project inventarisatie Klinkend Erfgoed Curaçao, restauratie advisering t.b.v. de Synagoge Mikvé Immanuel te Willemstad
- 2004-2010 Projectbegeleiding Brim-achterstandsregeling (56 orgelrestauraties)
- 2007-2009 Onderzoek Peter Gerritsz orgel ten behoeve van de te maken studiekopie in opdracht van het orgelpark Amsterdam, resulterend in 2009 in de oplevering van het “Van Straten-orgel” in het Orgelpark in 2011
- 2009 Voorbereidingstraject certificering orgeladviseurs (LOTO en Hobeon)
- 2010 Smits project (inventarisatie en documentatie oeuvre orgelmakers Smits), Pilot digitalisering orgelarchieven RCE, Project digitalisering Utrechts Orgelarchief (in samenwerking met Universiteit Utrecht, afdeling Letteren)
- 2013 Loodcorrosie orgelpijpen (RCE), Start Project orgelmentoren VMKE (Vereniging Mentoren Klinkend Erfgoed), Regeling Certificering orgeladviseurs (landelijke opleiding tot orgeladviseur; College van orgeladviseurs Nederland en Hobeon), Uitvoerings richtlijn (URL) orgelmakers, Start Platform Klinkend Erfgoed in samenwerking met Stichting Erkende Restauratie kwaliteit Monumentenzorg (ERM) en Vereniging Beheerders Monumentale Kerkgebouwen (VBMK)
- 2014 Inventarisatie Klinkend Erfgoed Paramaribo, in het kader van het project Gedeeld Cultureel Erfgoed; Unesco en RCE [12]
- 2016 Initiatiefnemer oprichting Stichting Klinkend Erfgoed Nederland
- 2017 Inventarisatie Sounding Heritage Sri Lanka; in het kader van het project Shared Cultural Heritage Program; Unesco en RCE

## Publicaties en Discografie

### Publicaties
- 1989 Die grosse Orgel in der Stiftskirche Schläg; Ergebnisse der Inskriptionsuntersuchungen. Musik Verlag Helbling KG, Innsbruck
- 1998 Soikaa urut, laulakaa klaveerit; Juhlakirja Pentti Pellon 60-vuotispäivänä Urkujen restauroiminen Alankomaissa - teoriaa ja käytäntöä Sibelius-Akatemia, Helsinki
- 1998 Monumentale orgels van Luthers Amsterdam; Technische informatie over de bestaande instrumenten van Bätz, Witte en Strümphler Boekencentrum, Zoetermeer
- 1999 Jaarboek RDMZ 1999; Klank en ruimte: ruimte voor klank? RDZM/Waanders, Zwolle
- 2007 Beleidsnota Klinkende Monumenten RACM, Amersfoort
- 2009 Tympano, Choro & Organo; Liber Festivus In Honorem Jan Boogaarts, Het Rijksorgelbeleid; kwaliteit in de zorg en zorg voor kwaliteit Walburgpers, Zutphen
- 2009 Jubileum boek HM-fonds; Orgels in Nederland Uitgave Hendrik Mullerfonds, Den Haag
- 2014 RCE; Gedeeld Cultureel Erfgoed, Klinkend Erfgoed in Paramaribo RCE, Amersfoort
- 2015 In "Aarzelende pijpen, ratelende tongen; Hollandse orgelbouw in Curaçao", P.J. Boodt, Voorwoord en onderzoeksgegevens Carib Publishing BV, Curaçao [13]

### Discografie
- 1982 Achterhoekse orgels 3 uitgegeven door Eurosound Studio's
- 1983 Monumenta inter Organa Neerlandica 1 uitgegeven door Stichting tot Behoud van het Nederlandse orgel
- 1984 Monumenta inter Organa Neerlandica 2 uitgegeven door Stichting tot Behoud van het Nederlandse orgel
- 1987 Monumenta inter Organa Neerlandica 3 uitgegeven door Stichting tot Behoud van het Nederlandse orgel
- 1988 Klassische Orgelkonzerte, Stift Melk, Oostenrijk Christophorus Verlag Freiburg, im Coproduktion mit dem ORF
- 1991 1891 - Verschueren - Componisten: Jan Pieterszoon Sweelinck, Abraham Van den Kerckhoven, Georg Böhm
- 2004 Psalmen vanuit de St. Walburgiskerk te Zutphen Uitgegeven door Musica Walburga

- Bibliothèque nationale de France: cb13900746c (data)
- Gemeinsame Normdatei: 134599276
- International Standard Name Identifier: 0000 0000 5643 6779
- Library of Congress Control Number: no95006628
- Virtual International Authority File: 79689461
- WorldCat: E39PBJbxFxfwYqt8h6F4WRRVG3